# Campus Aparecida de Goiânia da Universidade Federal de Goiás

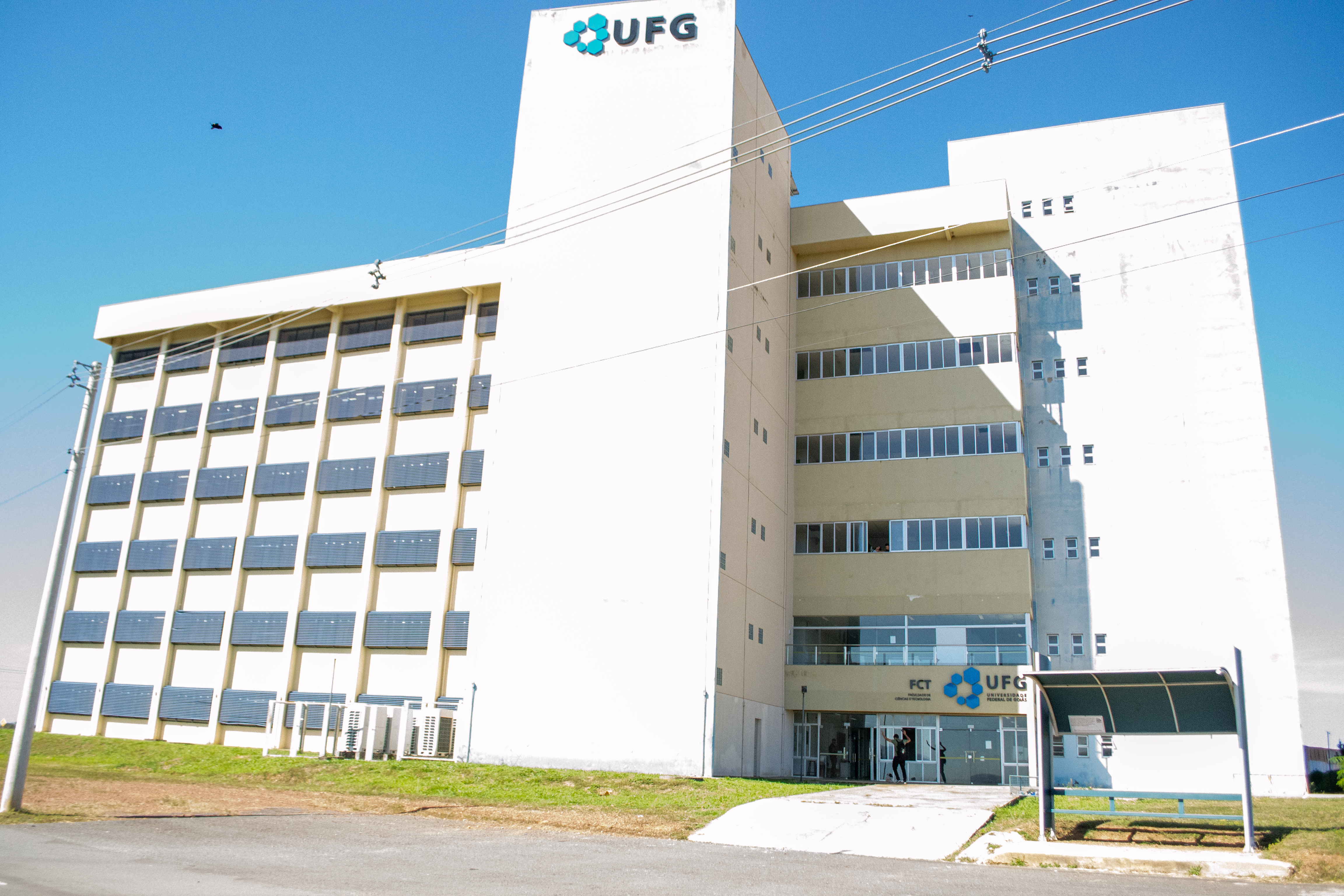
Prédio da Faculdade de Ciências e Tecnologia, em 2025.

O Campus Aparecida de Goiânia é um dos campus da Universidade Federal de Goiás (UFG).
Localizado em Aparecida de Goiânia, na região metropolitana de Goiânia, foi fundado em 2012. Suas atividades se iniciaram em 2014, com os cursos de Geologia e Engenharia de transportes em uma área temporária compartilhada com a Universidade Estadual de Goiás, que foi utilizada até 2023, quando os Centros de Aulas do Campus ficaram prontos. Por quase 10 anos até a implantação oficial, o Campus recebeu significativas críticas dos estudantes por falta de infraestrutura, o que foi um dos diversos fatores que corroborou para o atraso na abertura de cursos.